# Olenecamptus pedongensis
Olenecamptus pedongensis är en skalbaggsart som beskrevs av Stefan von Breuning 1968. Olenecamptus pedongensis ingår i släktet Olenecamptus och familjen långhorningar. Inga underarter finns listade i Catalogue of Life.